# Schönebecker SC 1861
Der Schönebecker Sportclub 1861 war ein deutscher Sportverein, der in der südlich von Magdeburg gelegenen Stadt Schönebeck beheimatet ist. Der Club zählte, wie auch der Ortsrivale Schönebecker SV 1861, zu den beiden größten Sportvereinen in der Stadt.

## Vereinschronik
Der Schönebecker SC hatte seinen Sitz im Schönebecker Stadtteil Salzelmen. Zwei Kilometer weiter östlich befanden sich die Sportanlagen des Schönebecker Sportvereins 1861. Die beinahe Namensgleichheit ist nicht zufällig, sondern rührt von der gemeinsamen Geschichte beider Vereine her, die sich gemeinsam auf ihre Wurzel beim 1861 gegründeten Männer-Turn-Verein berufen. Die Trennung erfolgte erst nach dem Zweiten Weltkrieg, als alle Vereine aufgelöst werden mussten. In den ersten Nachkriegsjahren konnte Wettkampfsport nur auf lokaler Stadt- oder Kreisebene mit locker gebildeten Sportgemeinschaften durchgeführt werden. In Schönebeck entstanden solche Gemeinschaften in den einzelnen Stadtteilen, so unter anderem als Vorgänger des Schönebecker SC die SG Neustadt. Nach Gründung der DDR wurde der Sportbetrieb in Betriebssportgemeinschaften (BSG) neu organisiert, Industriebetriebe und staatliche Einrichtungen übernahmen die Trägerschaft der bisherigen Sportgemeinschaften. Wichtigster Trägerbetrieb für die SG Neustadt wurde das Sprengstoffwerk Schönebeck, das seiner BSG den Namen „Chemie Schönebeck“ verlieh. Dank des wirtschaftsstarken Partners entwickelte sich die BSG Chemie zu einer der leistungsfähigsten Sportgemeinschaften der Stadt. Schon 1955 wurde den 876 Mitgliedern Sport in 15 verschiedenen Sektionen angeboten. Zu den erfolgreichsten Sektionen gehörten Turnen und Tischtennis. Die Turner brachten Holger Behrendt hervor, der 1988 Olympiasieger wurde. Anfang der 1980er Jahre hatte die Sektion Tischtennis ihren Höhepunkt. Karin Kromnik und Dagmar Mestchen wurden DDR-Tischtennis-Meisterinnen, und das Damenteam wurde 1983 DDR-Vizemeister. 1990 musste sich die Betriebssportgemeinschaft auflösen, da infolge der durch die Wende von 1989 veränderten Wirtschaftsverhältnisse das Trägerbetrieb-System zusammenbrach. Anstelle der BSG wurde 1990 der Schönebecker Sportclub 1861 e. V. gegründet. Dank umsichtiger Führung konnte der Verein seine herausragende Stellung im Schönebecker Sportleben behaupten und bietet Sportarten wie Fußball, Volleyball, Leichtathletik, Rudern, Turnen, Tennis und Tischtennis an. Mit seinem 1998 sanierten Stadion an der Magdeburger Straße verfügt er über eine Sportanlage, die sowohl für Fußball als auch von den Leichtathleten genutzt werden kann. Mit Wirkung zum 1. Juli 2016 wurde der Schönebecker SC auf den Schönebecker SV verschmolzen, der anschließend seinen Namen in Union 1861 Schönebeck änderte.

## Fußball

Vereinswappen der BSG Chemie

Die BSG Chemie gehörte zu den Gründungsmannschaften der 1952 eingeführten Bezirksliga Magdeburg. Sie wurde bereits 1953 erstmals Bezirksmeister, doch genau wie 1956 verpasste sie in den Aufstiegsspielen die jeweils höhere Spielklasse. Erst 1959 gelang der Aufstieg in die drittklassige II. DDR-Liga. Hier konnte man sich jedoch nur eine Spielzeit lang halten. Es folgten weitere neun Jahre in der Bezirksliga, ehe 1970 sogar der Abstieg in die viertrangige Bezirksklasse hingenommen werden musste. Vier Jahre später hatte die Mannschaft soviel Substanz, dass nach dem Aufstieg 1976 der 2. und 1977 der 1. Platz in der Bezirksliga erkämpft werden konnte. Die Bezirksmeisterschaft berechtigte zum Aufstieg in die zweitklassige DDR-Liga, doch auch diesmal reichte es nur für die Saison 1977/78 für ein einjähriges Gastspiel. 1980 konnte noch einmal für ein Jahr zweitklassig gespielt werden, danach blieb es bis zum Ende des DDR-Fußballs bei der drittklassigen Bezirksliga Magdeburg, in den letzten Jahren auch nur noch mit hinteren Rängen. Die Mannschaft des Schönebecker SC spielte 2007 in der 7. DFB-Liga Landesklasse Sachsen-Anhalt. 2008 gelang der Aufstieg in Landesliga Sachsen-Anhalt (7. Liga im DFB-Bereich), 2013 der Aufstieg in die Verbandsliga. Die Saison 2015/16 beendete der Schönebecker SC in der Verbandsliga auf dem Abstiegsplatz 16.

### Ligastatistik
Die BSG Chemie Schönebeck erreichte in ihrer Geschichte nur in zwei Spielzeiten die Zweitklassigkeit im DDR-Fußball. In der Ewigen Tabelle der DDR-Liga kommt sie damit unter 199 Mannschaften nur auf Rang 174 und liegt damit klar hinter dem Lokalrivalen Motor Schönebeck, der mit acht Spielzeiten auf Platz 75 rangiert.
- 1952–1959: Bezirksliga Magdeburg
- 1960: II. DDR-Liga
- 1961–1970: Bezirksliga Magdeburg
- 1970–1975: Bezirksklasse Magdeburg
- 1975–1977: Bezirksliga Magdeburg
- 1977/78: DDR-Liga
- 1978–1980: Bezirksliga Magdeburg
- 1980/81: DDR-Liga
- 1981–1991: Bezirksliga Magdeburg

### Namhafte Fußballspieler
Als Jugendspieler begann der 28-fache DDR-Nationalspieler Wolfgang Steinbach seine Karriere bei der BSG Chemie, ehe er 1968 zum 1. FC Magdeburg ging, wo er 337 Oberligaspiele absolvierte, in denen er 75 Tore erzielte.
In der DDR-Liga-Mannschaft von 1977/78 standen zwei Europapokalsieger und DDR-Fußballmeister von 1974, die vom 1. FC Magdeburg kommend bei der BSG Chemie ihre Laufbahn ausklingen ließen:
- Detlef Enge, 91 Oberligaspiele, 34 Juniorenländerspiele, 12 Nachwuchsländerspiele
- Norbert Pysall, 22 Oberligaspiele